# Voice (serie televisiva 2017)
Voice (보이스?, Bo-iseuLR) è una serie televisiva sudcoreana. La prima stagione è stata trasmessa su OCN dal 14 gennaio al 12 marzo 2017; grazie alla sua popolarità, a novembre 2017 è stata annunciata una seconda stagione che andrà in onda nel 2018.
Il drama è stato trasferito su tvN per la quarta stagione.

## Trama
Moo Jin-hyuk è un detective rabbioso che inizia a provare un profondo senso di colpa quando sua moglie viene uccisa mentre lui era al lavoro. Kang Kwon-joo è una poliziotta difficile dotata di perfette abilità psicoacustiche che lavora nel campo della profilazione vocale. Stava lavorando al call center quando avvenne un omicidio e, indagando, suo padre fu ucciso. Tre anni dopo, Jin-hyuk e Kwon-joo si uniscono nella "squadra Golden Time" e risolvono i casi insieme, inseguendo il serial killer che ha ucciso i loro cari.

## Personaggi
- Moo Jin-hyuk, interpretato da Jang Hyuk
- Kang Kwon-joo, interpretata da Lee Ha-na
- Shim Dae-shik, interpretato da Baek Sung-hyun
- Oh Hyun-ho, interpretato da Yesung
- Park Eun-soo, interpretata da Son Eun-seo
- Chun Sang-pil, interpretato da Kwon Hyung-joong
- Jang Kyung-hak, interpretato da Lee Hae-young
- Commissario Bae Byung-gon, interpretato da Jo Young-jin

## Ascolti
| Episodio | Data di trasmissione | Titolo | Dati TNMS           | Dati AGB            | Dati AGB                   |
| Episodio | Data di trasmissione | Titolo | A livello nazionale | A livello nazionale | Area metropolitana di Seul |
| -------- | -------------------- | --- | ------------------- | ------------------- | -------------------------- |
| 1        | 14 gennaio 2017      | "Una voce nel buio" (어둠 속의 목소리)?                                                                       | 1,6%                | 2,346%              | 2,397%                     |
| 2        | 15 gennaio 2017      | "Due facce di una mamma guaritrice" (힐링마마의 두 얼굴)?                                                     | 2,1%                | 2,986%              | 2,267%                     |
| 3        | 21 gennaio 2017      | "Due facce di una mamma guaritrice" (힐링마마의 두 얼굴)?                                                     | 4,9%                | 5,406%              | 5,383%                     |
| 4        | 22 gennaio 2017      | "La suoneria nell'oscurità #Il segreto della scatola di cioccolatini" (어둠 속의 벨소리 #초콜릿 상자의 비밀)? | 2,9%                | 3,226%              | 2,967%                     |
| 5        | 4 febbraio 2017      | "La suoneria nell'oscurità #Il segreto della scatola di cioccolatini" (어둠 속의 벨소리 #초콜릿 상자의 비밀)? | 4,3%                | 5,339%              | 5,540%                     |
| 6        | 5 febbraio 2017      | "Il segreto della casa dei rifiuti #Una pupilla nel muro" (쓰레기집의 비밀 #벽속의 눈동자)?                   | 3,1%                | 4,236%              | 3,130%                     |
| 7        | 11 febbraio 2017     | "Il segreto della casa dei rifiuti #Una pupilla nel muro" (쓰레기집의 비밀 #벽속의 눈동자)?                   | 4,4%                | 4,032%              | 3,541%                     |
| 8        | 12 febbraio 2017     | "Il segreto della casa dei rifiuti #Una pupilla nel muro" (쓰레기집의 비밀 #벽속의 눈동자)?                   | 4,0%                | 4,663%              | 4,354%                     |
| 9        | 18 febbraio 2017     | "Il segreto della casa dei rifiuti #Una pupilla nel muro" (쓰레기집의 비밀 #벽속의 눈동자)?                   | 4,4%                | 4,974%              | 5,380%                     |
| 10       | 19 febbraio 2017     | "L'uomo che sussurrava al diavolo" (악마의 속삭임)?                                                           | 4,3%                | 5,358%              | 5,956%                     |
| 11       | 25 febbraio 2017     | "L'uomo che sussurrava al diavolo" (악마의 속삭임)?                                                           | 4,1%                | 4,192%              | 4,396%                     |
| 12       | 26 febbraio 2017     | "Una chiamata dalla tana della belva"' (지옥으로부터 온 전화)?                                                | 4,3%                | 4,654%              | 5,203%                     |
| 13       | 4 marzo 2017         | "La nascita di Satana" (마왕의 탄생)?                                                                         | 4,0%                | 3,886%              | 4,061%                     |
| 14       | 5 marzo 2017         | "La nascita di Satana" (마왕의 탄생)?                                                                         | 3,9%                | 5,132%              | 4,948%                     |
| 15       | 11 marzo 2017        | "Per l'ultimo Golden Time" (마지막 골든타임을 위하여)?                                                        | 3,4%                | 4,222%              | 4,758%                     |
| 16       | 12 marzo 2017        | "Per l'ultimo Golden Time" (마지막 골든타임을 위하여)?                                                        | 4,4%                | 5,055%              | 5,601%                     |
| Media    | Media                | Media | 3,8%                | 4,357%              | 4,368%                     |

## Colonna sonora
1. Word Up – Kim Young-geun
2. Voice (목소리) – Kim Yoon-ah
3. My Ears Are Open (내 귀는 열려 – Changmo

## Riconoscimenti
| Anno | Premio                          | Categoria        | Ricevente | Risultato       |
| ---- | ------------------------------- | ---------------- | --------- | --------------- |
| 2017 | Korean Film Shining Star Awards | Drama Star Award | Jang Hyuk | Vincitore/trice |